# Багиата (село)
Багиа́та или Багиа́т (осет. Бæгъиатæ [bæˈʁiatæ]) — село в Дзауском районе Южной Осетии, фактически контролирующей село; согласно юрисдикции Грузии — в Джавском муниципалитете.
Входит в состав Уанелской сельской администрации в РЮО.

## География
Находится на правом берегу Большой Лиахвы.

## Население
Согласно всеобщей перепеси населения РЮО 2015 года в селе проживало 2 человека. Село является родовым для осетинской фамилии Багиаевых

## Топографические карты
- Лист карты K-38-53 пер. Крестовый. Масштаб: 1 : 100 000. Состояние местности на 1987 год. Издание 1989 г.